# Castel d'Ario
Castel d'Ario är en ort och kommun i provinsen Mantua i regionen Lombardiet i Italien. Kommunen hade 4 622 invånare (2018).